# Il giustiziere dei mari
Il giustiziere dei mari è un film del 1962 diretto da Domenico Paolella.

## Trama
Dopo una condanna a morte e una rocambolesca evasione, David Robinson, giovane rampollo erede di una nobile famiglia inglese, diventa pirata e decide di sfidare il suo ex comandante per potersi vendicare della condanna subita sconfiggendolo in battaglia.

## Produzione

### Riprese
Le scene all'aperto sono state girate ad Ancona, nelle spiagge del Passetto e di Portonovo. 
I galeoni sono stati ricreati a Viareggio con la pertecipazione di maestranze locali e di alcuni maghi del Carnevale viareggino su motovelieri da carico all’epoca ancora in servizio: il Creusa e l’Azalea.